# コーヒーベルト
コーヒーベルト（英: coffee belt）とは、コーヒーノキを栽培している地域が集中している地帯の呼称である。コーヒーゾーンとも呼ばれる。

## 定義
コーヒーベルトは地球上の赤道を中心として、北回帰線と南回帰線との間の地域を指す。この定義は、緯度による熱帯の定義と一致する。ただし、より簡単な緯度で北緯25度線と南緯25度線との間がコーヒーベルトであると説明される場合も見られる。

## コーヒーノキ

黄色い部分がコーヒーベルトと呼ばれる緯度の範囲。なお、緑色に塗られているのは、2011年現在におけるコーヒー生産量の上位20ヶ国である。

コーヒーノキには様々な種が存在しているものの、基本的に気温が0 ℃を下回ると枯死し、風の強い地域では5 ℃前後の気温でも枯死するくらい寒さに弱い植物である。さらに、コーヒーノキにコーヒー豆を得るための実が付くまでには数年を要する（春にコーヒーノキを植えて秋にコーヒーの実を収穫するというわけにはいかない）。したがって、高緯度地域では越冬できないため、その露地栽培が可能地域は必然的に年中気温が高いままで安定している赤道付近に限られる。地球上において、南北の回帰線にはさまれた場所は、太陽からのエネルギーを1年中効率良く受けられるため、比較的気温が高い。このようなこともあり、コーヒーベルトの緯度の範囲なら、高山などを除いて、基本的にどの種のコーヒーでも成長可能な気温である。しかしながら、たとえコーヒーベルトの中であっても、コーヒーノキは生育のために充分な降水量も必要とするので、降水量の少ない地域での栽培は難しく、旱魃などにより、栽培は打撃を受ける場合が有り得る。また、近年の地球温暖化の影響を受けて、コーヒーノキの栽培に適する気候を備えた地域も変わってきている。2050年代にはアラビカ種の栽培に適した地域が半減するという予測も見られる。